# Villeparisis
Villeparisis là một xã nằm ở ngoại ô đông bắc Paris, Pháp. Cách trung tâm Paris 21,8 km (13,5 dặm), thuộc département Seine-et-Marne.

## Giao thông
Villeparisis có trạm Villeparisis – Mitry-le-Neuf thuộc tuyến tuyến RER Bản mẫu:P rer B đi qua.

## Dân số
Người dân ở Villeparisis được gọi là Villeparisien.
Điều tra dân số năm 1999, xã này có dân số là 21.296.